# Championnats d'Europe de karaté 1971
Les championnats d'Europe de karaté 1971 ont eu lieu au Stade Pierre-de-Coubertin à Paris, en France, du 2 au 4 mai 1971. Cette édition a été la sixième des championnats d'Europe de karaté senior organisés chaque année par la Fédération européenne de karaté depuis 1966. Un total de 135 athlètes provenant de quinze pays différents y ont participé.

## Médaillés
| Épreuve            | Or                     | Argent              | Bronze                 |
| ------------------ | ---------------------- | ------------------- | ---------------------- |
| Ippon              | Dominique Valera (FRA) | Gilbert Gruss (FRA) | Francis Didier (FRA)   |
| Ippon              | Dominique Valera (FRA) | Gilbert Gruss (FRA) | Joachim Obtremba (GER) |
| Kumite par équipes | France                 | Belgique            | Yougoslavie Allemagne  |